# I Dream
"I Dream" fue una comedia musical británica para televisión, de media hora de duración, destinada al público juvenil, que estuvo al aire en el año 2004.

## Sinopsis
El programa fue grabado en un estimado colegio de artes escénicas cerca de Barcelona en España. Se basaba en la vida de 13 jóvenes que son invitados a unirse y estudiar en esa escuela durante un verano, que es llamada Avalon Heights. Los ocho miembros del grupo pop S Club 8 protagonizan la serie, junto a otros cinco jóvenes actores y el actor de películas de Hollywood Christopher Lloyd.
Así, "I Dream" tenía a los miembros de S Club 8 haciendo versiones supuestamente exageradas de ellos mismos, con sus mismos nombres de la vida real. Cada episodio del programa incluía entre una y tres canciones con sus coreografías, incluyendo a los miembros de la banda y a los demás cinco actores, además de Christopher Lloyd en algunas canciones. Uno de los integrantes del elenco, George Wood, describió el show como un "Fame" moderno.
La compañía productora fue 19 Television, subsidiaria de la corporación 19 Management, que es propiedad del productor ejecutivo Simon Fuller. El primer episodio de "I Dream" salió el miércoles 22 de septiembre de 2004 por la BBC One. Desde la semana del 23 de noviembre de 2004, el programa pasó a los jueves en lugar de los miércoles. El decimotercero y último episodio fue el 15 de diciembre de 2004, con la participación de Laila Rouass. Repeticiones de la ficción fueron dadas en el Reino Unido por el canal CBBC, y hasta el día de hoy siguen al aire.

## Elenco
| Actor              | Personaje      |
| ------------------ | -------------- |
| Christopher Lloyd  | Profesor Toone |
| Matt Di Angelo     | Felix          |
| George Wood        | Ollie          |
| Rachel Hyde-Harvey | Amy            |
| Lorna Want         | Natalie        |
| Helen Kurup        | Khush          |
| Frankie Sandford   | Frankie        |
| Calvin Goldspink   | Calvin         |
| Aaron Renfree      | Aaron          |
| Stacey McClean     | Stacey         |
| Rochelle Wiseman   | Rochelle       |
| Daisy Evans        | Daisy          |
| Hannah Richings    | Hannah         |
| Jay Asforis        | Jay            |
| Adam Morris        | Patrick        |
| Rachel Hale        | Analie         |

## Lista de episodios
1. Why me? - 22 de septiembre de 2004.
2. Just for the record - 29 de septiembre de 2004.
3. Hold the front page - 6 de octubre de 2004.
4. Lifestyle - 13 de octubre de 2004.
5. Radio, radio! - 20 de octubre de 2004.
6. Charity record - 27 de octubre de 2004.
7. Oliver - 3 de noviembre de 2004.
8. Together - 10 de noviembre de 2004.
9. Jay's private video - 17 de noviembre de 2004.
10. Rap-Unzel - 24 de noviembre de 2004
11. And the living is easy - 1 de diciembre de 2004.
12. Families - 8 de diciembre de 2004.
13. Toone in love - 15 de diciembre de 2004.

## Lista de canciones
La siguiente es una lista de las canciones presentadas en cada episodio de la serie, con las voces principales de cada una aclaradas entre paréntesis:
- Apertura y cierre del programa: "Dreaming" (Frankie y Calvin).
- Episodios:

1. "Why me?" (Felix, Ollie, Amy, Natalie y Khush), "Welcome to Avalon Heights" (Frankie, Calvin y Jay), "Win or lose" (Ollie).
2. "Beautiful thing" (Calvin y Jay), "Can I trust you?" (Felix y Amy).
3. "Waste your time on me" (Natalie), "Take me as I am" (Khush).
4. "Make a change" (Frankie, Calvin y el Profesor Toone), "I'm here" (Ollie).
5. "I'm not coming with you" (Khush), "Goodbye radio" (Felix).
6. "You're a star" (Natalie), "Don't steal our sunshine" (Frankie y Calvin).
7. "Sunshine" (Ollie), "Been there" (Calvin).
8. "Show me the stage" (Calvin, Aaron y Jay), "Our life" (Stacey, Amy y Natalie).
9. "I dream" (Amy), "Back off" (Jay).
10. "Open up my heart" (Felix y Amy).
11. "Here comes summer" (Calvin), "All of the above" (Felix).
12. "Higher" (Ollie), "Say it's alright" (Ollie).
13. "Be my lollie" (el Profesor Toone y Lollie Das), "I want you" (el Profesor Toone), "I want you around" (Felix and Amy).

Rochelle Wiseman, Daisy Evans y Hannah Richings no tienen partes solistas en ninguna de las canciones presentadas en el show.

## Cortina musical y banda sonora
El tema de apertura y cierre del programa, "Dreaming" contó con las voces principales de Frankie Sandford y Calvin Goldspink, y fue lanzado como sencillo el 15 de noviembre de 2004. Llegó al puesto #19 de las listas británicas, convirtiéndose en el sencillo menos exitoso de S Club 8. El 29 de noviembre de 2004, un álbum oficial con las canciones del show fue lanzado. Se tituló "Welcome to Avalon Heights", y llegó al puesto #133 de las listas británicas.